# Neko Mimi Mode
『Neko Mimi Mode』（ネコミミモード）は、2004年に発表されたディミトリ・フロム・パリのラウンジ・ミュージックである。及び同曲を収録したシングル。

## 概要
表題曲は日本の女子高生の声をサンプリングに用いたディミトリの楽曲「Love Love Mode」（アルバム『サクラブルー』収録。TBS系『浜田雅功のシングルGOLF』エンディングテーマ）と同じコンセプトで制作されたものであり、女子高生のかわりに『月詠』のヒロインである葉月役の声優・斎藤千和の声を用いたものである。キャッチコピーは『萌えラウンジ』。
ディミトリ・フロム・パリは、日本のアニメ作品への造詣が深いことで知られており、本作以前にもアルバム『サクラブルー』の日本盤でスーパーロボット風のイラストをジャケットに起用し、2003年発売の『Cruising Attitude』では水木一郎をフィーチャーアーティストに迎えて「ぼくらのマジンガーZ」を「BOKURA NO MAZINGER Z (Black Version)」の曲名でカバーするなどしている。

## 収録曲
1. Neko Mimi Mode
テレビ東京系『月詠 〜MOON PHASE〜』オープニングテーマ
2. Tsuku Yomi Mode
3. Neko Mimi Mode (without Hazuki)
4. Tsuku Yomi Mode (without Luna)